# 萨利斯 (北达科他州)
萨利斯（英語：Sarles），是美国北达科他州下属的一座城市。根据2010年美国人口普查，该市有人口28人。